# 迭代
迭代（英語：iteration），亦作疊代，是重复反馈过程的活动，其目的通常是为了接近並且到达所需的目标或结果。每一次对过程的重复被称为一次“迭代”，而每一次迭代得到的结果会被用来作为下一次迭代的初始值。

## 在数学中

一个五边形的迭代。将对角用直线段连起来得到一个五角星，后者中心围成了一个倒过来的小五边形。迭代地执行这一过程会产生一系列嵌套的五边形和五角星。

数学中的迭代可以指函数迭代的过程，即反复地运用同一函数计算，前一次迭代得到的结果被用于作为下一次迭代的输入。即使是看上去很简单的函数，在经过迭代之后也可能产生复杂的行为，衍生出具有难度的问题。这样的例子可以参见考拉兹猜想和杂耍者序列。又如一个简单的二次变换{\displaystyle x\to x(1-x)}，它的迭代将形成一个具有混沌性质的动力系统。
迭代在数学中的另一应用是迭代法，用来对特定数学问题作数值解估计。牛顿法就是迭代法的一个例子。

## 在電腦中
在计算机科学中，迭代是程序中对一组指令（或一定步骤）的重复。它既可以被用作通用的术语（与“重复”同义），也可以用来描述一种特定形式的具有可变状态的重复。
在第一种意义下，递归是迭代的一个例子，但是通常使用一种递归式的表达。比如用0!=1，n!=n*(n-1)!来表示阶乘。而迭代通常不是这样写的。
而在第二种（更严格的）意义下，迭代描述了在指令式编程语言中使用的编程风格。与之形成对比的是递归，它更偏向于声明式的风格。
这里是一个依赖于破坏性赋值的迭代的例子，以指令式的虛擬碼写成：
```

var
 i, a = 0         // 迭代前初始化

for
 i 
from
 1 
to
 3    // 重复3次
{
    a = a + i        // a的值增加i
}
print a              // 打印出数字6
```

在这个程序片段中，变量i的值会不断改变，依次取值1、2和3。这种改变赋值——或者叫做可变状态——是迭代的特征。
这里是二分法解方程的递归和迭代算法的比较。
递归：
```

确定开区间左边界和右边界，(L, R)
若L + 1 >= R（即不包含整数点），表示序列中不存在f(x)
取中位 M = (L + R) / 2
若f(M) == y，返回M
否则根据f(M)和y的关系递归查找(L, M)或(M, R)
```

迭代：
```

确定边界(L, R)
while (L + 1 < R) /* 区间中包含整点 */
求中位M = (L + R) / 2
若f(M)等于y，退出循环
根据f(M)与y的关系执行 L = M 或 R = M，进入下一轮循环
```

在函数编程语言中，迭代可以用递归技巧来。
下述例子用Scheme语言写成。注意它是一个递归（迭代的特例），因为函数iter在解决问题时调用了自身。特别地，它使用了尾部递归，一种能被Scheme这样的编程语言完备支持的技巧，因此程序不会占用大量堆栈。
```
;; sum : number -> number

;; to sum the first n natural numbers

(
define
(
sum
 
n
)

  
(
if
 
(
and
 
(
integer?
 
n
)
 
(
>
 
n
 
0
))

     
(
let
 
iter
 
([
n
 
n
]
 
[
i
 
1
])

       
(
if
 
(
=
 
n
 
1
)

            
i

            
(
iter
 
(
-
 
n
 
1
)
 
(
+
 
n
 
i
))))

      
((
assertion-violation

       
'sum
 
"invalid argument"
 
n
))))

```

迭代器（iterator）就是一个封装了迭代的对象。